# Calle Tkalčićeva
La Calle Tkalčićeva (en croata: Tkalčićeva ulica) es una calle en el centro de la ciudad de Zagreb, Croacia. Se extiende desde las inmediaciones de la Plaza Ban Jelačić hasta su extremo norte en la calle pequeña (croata: Mala ulica), la calle entonces fluye entre el Gornji Grad en el oeste y Nova Ves en el este. La calle está oficialmente dentro del Gornji Grad - distrito de la ciudad Medveščak, constituyendo la antigua comuna "August Cesarec" (abolida en 1994). Según el censo de 2001 de Croacia, la calle cuenta con 1.591 habitantes.
Siglos antes de que surgiera la calle del día de hoy, la ruta de la calle Tkalčićeva ¡estaba cubierta por el arroyo Medveščak. Medveščak (en ese momento también llamado Crikvenik o Cirkvenik) había sido el centro de la industria Zagreb desde los primeros días de la ciudad, generando numerosos molinos de agua.